# Bactrocera sandaracina
Bactrocera sandaracina är en tvåvingeart som beskrevs av Drew 1989. Bactrocera sandaracina ingår i släktet Bactrocera och familjen borrflugor. Inga underarter finns listade.